# کمون پاریس (۱۸۷۱)
کمون پاریس (فرانسوی: Commune de Paris) در اصل، به حکومت پاریس در طول انقلاب فرانسه گفته می‌شود. اما بیش‌تر مرسوم است که از این کلمه برای اشاره به حکومت سوسیالیستی که در دوره‌ای بسیار کوتاه از ۱۸ مارس (به‌طور رسمی‌تر از ۲۶ مارس) تا ۲۸ مه ۱۸۷۱ بر پاریس حکم راند، استفاده شود.
در ۸ مارس، سربازان گارد ملی کمون دو ژنرال ارتش فرانسوی را کشتند و کمون از پذیرش اقتدار دولت فرانسه خودداری کرد. کمون به مدت دو ماه پاریس را اداره کرد، تا اینکه در ۲۱ مارس ۱۸۷۱ در هفته خونین (انگلیسی: La semaine sanglante) توسط ارتش منظم فرانسه سرکوب شد.
مباحث مربوط به سیاست‌ها و نتیجه کمون تأثیر قابل توجهی در اندیشه‌های کارل مارکس داشت که وی آن را اولین نمونه از " دیکتاتوری پرولتاریا " توصیف کرد.

## پس زمینه
به‌طور رسمی، کمون پاریس ۱۸۷۱، چیزی نبود جز حکومتی محلی (در فرانسوی: Commune)، که حدود دوماه در بهار ۱۸۷۱، در پاریس، قدرت را در دست داشت. اما شرایطی که کمون در آن شکل گرفت، قوانین بحث‌برانگیزی که اعلام داشت و پایان آن که با شکست شدید کمون و اعدام گسترده شرکت کنندگانش همراه بود، را به یکی از مهم‌ترین دوره‌های سیاسی تاریخ تبدیل می‌کند. به قدرت رسیدن کمون، به وسیلهٔ شورش شهری همهٔ انقلابیون، از هر مرام و عقیده‌ای پس از شکست فرانسه در جنگ با پروس ممکن شد. جنگ فرانسه و پروس که توسط ناپلئون سوم («لوئی بناپارت») در ژوئیه ۱۸۷۰ آغاز گشته بود به صورت فاجعه‌باری برای فرانسه پیش رفت و تا ماه سپتامبر خود پاریس تحت محاصره بود. فاصلهٔ بین فقیر و غنی در پایتخت طی سال‌های اخیر بیشتر گشته بود و حالا کمبود غذا و بمب‌های بی‌وقفهٔ پروسی بر نارضایی وسیع مردم می‌افزود. کارگران روی خوش بیش‌تری به عقاید رادیکال نشان می‌دادند. یک خواست مشخص و عینی این بود که پاریس باید دولتی خودمختار با کمون انتخابی مخصوص به خود داشته باشد. چیزی که اکثر شهرهای فرانسه از آن بهره می‌بردند اما دولت که از مردم خشمگین پاریس در هراس بود انجامش را در پاریس مجاز نساخته بود. خواست مشترک و عمومی (اما کمی مبهم) برای دولتی با شرایط اقتصادی عادلانه‌تر در فریاد عمومی «لا سوسیال» منعکس می‌گشت.
در ژانویهٔ ۱۸۷۱ وقتی که محاصره حدود چهار ماه به طول انجامیده بود، آدولف تیر که به زودی رئیس اجرایی جمهوری سوم فرانسه (و بعدها رئیس‌جمهور) گشت، درخواست صلح کرد. پروسی‌ها اشغال پاریس را از مفاد صلح برشمردند. با وجود سختی‌های بسیار محاصره، پاریسی‌های بسیاری ناراضی و بسیار خشمگین بودند که چرا پروسی‌ها باید اجازه داشته باشند به این راحتی شهر آن‌ها را اشغال کنند.
در آن زمان ده‌ها و هزارها پاریسی مسلح و عضو میلیشیاهای مردمی شده بودند و تحت عنوان «گارد ملی» به نیروی بزرگی برای دفاع از شهر تبدیل گشته بودند. نیروهای ارتشی در محلات فقیرتر، افسران خودشان را انتخاب کرده و بسیاری از توپ‌ها و گلوله‌هایی که در پاریس یافت شده بود و با منابع عمومی خریده شده بود را تصاحب کرده بودند. شهر و گارد ملی‌اش حدود شش ماه در مقابل نیروهای پروسی مقاومت کرد. جمعیت پاریس در مقابل اشغال، بسیار مقاوم بودند و منطقهٔ حضور پروسی‌ها را به گوشهٔ کوچکی از شهر تقلیل دادند و مرزها را کشیدند.
تصمیمات از «کمیته مرکزی» گارد گرفته می‌شد و لوئی آدولف تیرز، رئیس‌جمهور دولت فرانسه (جمهوری سوم فرانسه) فهمیده بود که در شرایط کنونی، این کمیته می‌تواند به آلترناتیو گرفتن قدرت سیاسی تبدیل شود. او همچنین نگران این بود که کارگران در قالب گارد ملی مسلح شوند و باعث تحریک بیشتر پروسی‌ها شوند.
اتفاقاتی که در این مقطع افتاد بسیار گیج‌کننده و به هم ریخته هستند اما چیزی که مسلم است این است که قبل از این که پروسی‌ها وارد پاریس شوند نیروهای گارد ملی به کمک کارگران و مردم عادی، موفق شدند که توپ‌های جنگی (که آن‌ها را جز اموال خود می‌دانستند) را از راه پروسی‌ها بردارند و به مناطق امنی منتقل کنند. یکی از مهم‌ترین این «پارکینگ توپ‌ها» بر بلندی‌های مونتمارتر، واقع بود.

## ظهور و قدرت‌گیری کمون
پروسی‌ها به مدت بسیار کوتاهی وارد پاریس شدند و بدون هیچ اقدامی این شهر را ترک کردند. اما پاریس، در حالی که مذاکرات بر سر غرامت‌های جنگی به میان آمده بود، هم چنان در محاصره بود.
در حالی که کمیته مرکزی گارد ملی هر روز موضع رادیکال‌تری می‌گرفت و به‌طور روزافزون بر قدرتش اضافه می‌شد، دولت بی‌شک نمی‌توانست اجازه دهد که آن‌ها چهارصد توپ جنگی در اختیار داشته باشند. به همین ترتیب در قدم اول در ۱۸ مارس بود که آدولف تیر نیروهای عادی را برای تسخیر توپ‌ها به «تپه مونتمارتر» اعزام کرد. سربازان که به هیچ وجه از روحیهٔ بالایی برخوردار نبودند به جای عمل به دستورها به گارد ملی و ساکنان محل پیوستند. وقتی ژنرال آن‌ها، کلود مارتین لو کنت، دستور داد که به جمعیت بی‌سلاح شلیک کنند آن‌ها او را از اسب به زیر انداختند. او مدتی بعد به همراه ژنرال کلمان توما (فرماندهٔ سابق و منفور ارتش که توسط مردم در خیابان‌ها گیر افتاده بود) تیرباران شد.
شورش مردم چنان گسترده شد که بقیهٔ بخش‌های ارتش هم به آن پیوستند و رئیس‌جمهور آدولف تیر فرمان خروج فوری همه نیروهای تحت فرمان خود و پلیس و همهٔ فرمانداران و مسئولان و متخصصین از پاریس را صادر کرد. خود او پیشاپیش آنان به ورسای گریخت. اکنون کمیته مرکزی گارد ملی، تنها دولت واقعی در پاریس بود. کمیته تقریباً بلافاصله قدرت خود را واگذار کرد و اعلام کرد که انتخابات برای تعیین کمون در ۲۶ مارس برگزار خواهد شد.
۹۲ عضو کمون (یا درست‌تر: «شورای کمونی») شامل کارگران ورزیده، چندین «حرفه‌ای» (مثل دکترها و روزنامه‌نگاران) و تعداد بسیاری از فعالان سیاسی، از جمهوریخواهان رفرمیست‌ها گرفته تا انواع سوسیالیست‌ها یا ژاکوبن‌هایی که با نگاهی نوستالژیک به عقب به انقلاب ۱۷۸۹ تمایل داشتند، می‌شدند. سوسیالیست کاریزماتیک، لوئی اوگوست بلانکی، به عنوان رئیس شورا برگزیده شد اما از آن جایی که او در ۱۷ مارس دستگیرشده بود و به زندانی مخفی بیرون از حیطهٔ اختیار کمون، انتقال داده شده بود این ریاست در غیاب خودش بود. کمون پاریس در ۲۸ مارس قدرت خودش را اعلام کرد.
باوجود اختلافات داخلی، شورا آغاز خوبی در ایجاد خدمات ضروری عمومی برای شهری با دو میلیون نفر جمعیت داشت. کمون همچنین موفق به رسیدن به توافقی شد که سمت و سو و هدف شورا باید بیشتر یک سوسیال دموکراسی پیشرو باشد تا انقلابی اجتماعی. کمبود زمان (کمون مجموعاً کمتر از ۶۰ روز سرکار بود) به این معنی بود که تغییرات کمی به‌طور واقعی به اجرا درآمدند. این تغییرات بر قوانین زیر شامل می‌شدند: بخشش کرایه خانه‌ها برای کل زمان محاصره (که در طول آن اجاره خانه‌ها به‌طور قابل توجهی توسط صاحب‌خانه‌ها افزایش یافته بود)، الغای شب‌کاری در صدها نانوایی پاریس، الغای حکم اعدام (و سوزاندن گیوتین‌ها)، در نظر گرفتن حقوق برای همسران اعضای گارد ملی که در طول نبرد کشته شده بودند و فرزندان احتمالی آنان، بازگرداندن مجانی همهٔ ابزار کار کارگران از انبارهای وثیقه‌گذاری دولت (این وسایل در طول دوران محاصره و جنگ به زور از کارگران گرفته و به این انبارها فرستاده شده بود)، به تعویق انداختن مهلت بازپرداخت همهٔ وام‌ها و قرض‌ها (و الغای سود مضاف بر آن‌ها) و در انحراف مهمی از خط کلی «رفرمیستی»، حفظ این حق برای کارگران که هرجا کسی کسب و کارش را رها کرده آن‌ها آن را تصاحب کنند و به میل خود بچرخانند.
کمون، نظام وظیفهٔ اجباری را ملغی کرد و ارتش دائمی را با گارد ملی که از هر شهروندی که توان حمل سلاح داشت تشکیل می‌شد عوض کرد.
طبق قانون، کلیسا از دولت جدا شد و تمام دارایی‌های کلیسا به دولت بخشیده شد و مذهب از مدارس حذف شد. کلیساها فقط در صورتی مجاز به ادامهٔ فعالیت مذهبی خود بودند که عصرها درهای آن‌ها به روی جلسه‌های سیاسی باز باشد. این کلیساها را عملاً به مراکز سیاسی کمون بدل کرد.
بقیهٔ قانون‌های مصوب مربوط به اصلاحات تحصیلی بود که تحصیلات عالی و آموزش فنون کار را برای همه و به صورت رایگان تأمین می‌کرد.
کمون، تقویم جمهوری‌خواه فرانسوی که منسوخ گشته بود را مجدداً رسمی شمرد و در طول دوران کوتاه حیاتش از آن استفاده کرد. همچنین، به جای پرچم سه رنگ از پرچم سرخ استفاده شد و آن را رسمی کردند.
فشار زیاد کار با عوامل بسیاری آسان‌تر گشت. گرچه اعضای شورا (که «نماینده» ی مردم نبودند، بلکه وکلایی به حساب می‌آمدند که با ارادهٔ فوری انتخاب کنندگانشان می‌توانستند برکنار شوند) علاوه بر وظایف معمول قانون‌گذاری مجبور به اعمال وظایف اجرایی بسیاری هم بودند اما وجود چندین و چند سازمان تک کاره که در دوران محاصره برای تأمین نیازهای اجتماعی در محلات شکل گرفته بود (غذاخوری‌ها، ایستگاه‌های کمک‌های اولیه) و پیشرفت و وسعتی روزافزون داشتند و با کمون همکاری می‌کردند کار را آسان‌تر کرده بود. در همین حال همین مجالس محلی اهداف خود را که معمولاً تحت نظر کارگران محل تعیین می‌شد دنبال می‌کردند.
گرچه سیاست رسمی شورای کمون رفرمیستی بود اما ترکیب کمون بسیار انقلابی بود. سنت‌های انقلابی مختلف از آنارشیست‌ها و سوسیالیست‌ها تا بلانکیست‌ها و جمهوری‌خواهانی که بیشتر به لیبرالیسم گرایش داشتند در کمون حاضر بودند. کمون پاریس از آن زمان تا امروز به‌طور مداوم توسط آنارشیست‌ها و سوسیالیست‌های مارکسیست گرامی داشته شده‌است. این شاید به علت حضور گرایش‌های مختلف، درجهٔ بالای کنترل امور توسط کارگران و همکاری به‌یادماندنی انقلابی‌های مختلف بوده باشد.
برای نمونه در اروندیسمان سوم (نوعی تقسیمات شهری در پاریس) وسایل مورد نیاز مدرسه به‌طور مجانی در دسترس بود و سه مدرسه و یک نوانخانه تأسیس گشتند. در اروندیسمان بیستم مدرسه‌ها برای دانش آموزان غذا و لباس مجانی تأمین می‌کردند. مثال‌های بسیار دیگری از این نوع قابل ذکر است. اما پیش نیاز حیاتی موفقیت نسبی کمون در این مرحله چیزی نبود جز ابتکار و پیشقدمی کارگران معمولی در مکان‌های عمومی که موفق شدند مسئولیت مسئولان و متخصصینی که توسط ثیرز خارج شده بودند را به عهده بگیرند.
فردریک انگلس، نزدیک‌ترین هم‌کار مارکس، بعدها گفت که غیاب یک ارتش منظم و خودمختاری سازمان‌های محلات و ویژگی‌های دیگر در واقع باعث شده بودند که عملاً کمون یک «دولت» به معنای قدیمی و سرکوب گرش نباشد. بلکه بیشتر نوعی ارگان انتقالی بود که به سمت الغای دولت به معنای قدیمی کلمه گام برمی‌داشت. به هر حال چگونگی توسعهٔ آیندهٔ کمون همواره سئوالی تئوریک باقی‌ماند.
بعد از تنها یک هفته عناصر ارتش جدید (که شامل زندانیان سابق جنگ که توسط پروسی‌ها آزاد شده بودند می‌شد) که در ورسای گرد آمده بودند کمون را زیر حملهٔ خود گرفتند.

## تهاجم
کمون از روز ۲ آوریل مورد تهاجم نیروهای حکومت (ارتش ورسای) قرار گرفت و شهر به‌طور منظم بمباران می‌شد. برتری حکومت چنان بود که از اواسط آوریل حتی حاضر به مذاکره هم نشد.
حومهٔ خارجی شهر، کورب ووا، تسخیر شد و تلاش با تأخیر از سوی نیروهای خود کمون برای حمله به ورسای مفتضحانه شکست خورد. دفاع و بقا مهم‌ترین مسائل گشتند. زنان طبقهٔ کارگر پاریس اینجا نقش مهمی بازی کرد. آن‌ها به گارد ملی پیوستند و حتی ارتش خود را تشکیل دادند و چندی بعد قهرمانانه جنگیدند تا از قصر بلانش (کلید مهمی برای دسترسی به مونمارتر) دفاع کنند. (اما نباید فراموش کرد، که حتی در حکومت کمون زنان حق رای نداشتند و هیچ عضو زنی در شورا نبود)
در این میان، کمون از پشتیبانی بسیار قوی از جامعهٔ بزرگ پناهندگان و تبعیدیان سیاسی خارجی در پاریس برخوردار بود. یکی از آنها، افسر سابق لهستانی و مبارزی در راه استقلال کشورش از روسیه، یاروسلاو دامبروسکی، یکی از بهترین ژنرال‌های کمون بود. شورا شدیداً به انترناسیونالیسم معتقد بود و به نام «برادری»، ستون «وندی می» که پیروزی‌های ناپلئون اول را جشن می‌گرفت و از نگاه کمون نماد شوونیسم بود پایین کشیده شد.
در خارج از فرانسه انواع تظاهرات‌ها در دفاع از کمون برپا می‌گشت و پیام‌هایی که آرزوی موفقیت می‌کردند از سوی اتحادیه‌های کارگری و سازمان‌های سوسیالیست من‌جمله چندتایی از آن‌ها در آلمان ارسال گشت. اما هرگونه امیدی به دریافت کمک جدی از سایر شهرهای فرانسه نقش برآب شد. آدولف تیر و وزرایش در ورسای موفق شده بودند اجازه ندهند تقریباً هیچ گونه اطلاعاتی از پاریس به بیرون درز کند و در فرانسهٔ ایالتی و روستایی، همیشه روحیهٔ شکاکانه‌ای نسبت به کلان‌شهرها وجود داشت. جنبش‌هایی در ناربون، لیموژ و مارسی شدیداً سرکوب شدند.
وقتی موقعیت بدتر شد بخشی از شورا موفق شد رای خود را به کرسی بنشاند (این بخش توسط یوجین ورلین، از مخالفان کارل مارکس، و بقیهٔ میانه‌روها با مخالفت روبه رو شد) و «کمیتهٔ امنیت عمومی» بر مدل ارگان ژاکوبی که با همین نام در ۱۷۹۲ تشکیل شده بود را تأسیس کند. قدرت‌های این کمیته بسیار وسیع و بی حدوحصر بودند. اما حالا زمان این که کاری از دست یک قدرت محکم مرکزی برآید گذشته بود.
در ۲۱ مه دروازه‌ای در بخش غربی دیوار مستحکم شهر، درهم شکسته شد (یا به احتمال بیشتر با خیانت به روی دشمن باز شد) و نیروهای ورسای شروع به فتح دوبارهٔ شهر کردند. آنها از فتح محله‌های مرفه غربی شروع کردند؛ جایی که توسط ساکنانی که پس از صلح پاریس را ترک نگفته بودند با خوشامد گویی روبه رو شدند.
تشکیلات محلی قوی که همیشه ویژگی مثبتی برای کمون بودند حال به نوعی زیان تبدیل شدند. به جای یک برنامهٔ منظم سراسری برای هر دفاع، هر سازمان محلی با تمام قوا اما بی‌برنامه برای بقا جنگید و به نوبه خود شکست خورد. شبکهٔ خیابان‌های باریک که در انقلاب‌های پیشین پاریسی همهٔ محله‌ها را تقریباً نفوذ ناپذیر می‌ساختند به‌طور گسترده با بلوارهای عریض تعویض شده بودند. اما ورسایی‌ها از قدرت مرکزی و توپخانه‌ای مدرن سود می‌بردند.
در طول حمله، نیروهای دولتی باعث مرگ بسیاری از شهروندان بی‌سلاح شدند. زندانیان، بی‌حساب و کتاب تیرباران می‌شدند و بسیاری از اعدام‌ها در معرض عموم بود. در نمایش بیهوده‌ای از قدرت از ۲۴ تا ۲۶ مه بسیاری از گروگان‌ها به قتل رسیدند. از دولت حدود ۹۰۰ نفر کشته شدند.
محکمترین مقاومت از مناطق شرق که بیشتر کارگری بودند برخاست. در آنجا جنگ خیابانی تا هشت روز دیگر هم ادامه یافت (نبردهای خونین خیابانی این هفته را هفتهٔ خونین می‌نامند). تا ۲۷ مه دیگر تنها عدهٔ قلیلی از مقاومت‌کنندگان باقی‌مانده بودند. آن‌ها در مناطق فقیرتر شرق مثل مناطق بلویل و منیلمونتان مستقر بودند.
در چهار بعدازظهر عصر فردا آخرین سنگر مقاومت در بلویل سقوط کرد و مارشال مک ماهون اعلامیه‌ای منتشر کرد: «خطاب به ساکنان پاریس. ارتش فرانسه برای نجات شما آمده‌است. پاریس آزاد شد! سربازان ما در ساعت چهار آخرین بخش شورشی را هم تسخیر کردند. امروز جنگ تمام شده‌است. نظم، کار و امنیت دوباره متولد خواهند شد.»
سخت‌ترین تلافی‌ها آغاز شد. هرگونه حمایت از کمون جرم محسوب می‌شد و هزاران نفر به این جرم دستگیر شدند. بسیاری از کمونارها پای دیواری گذاشته شدند و تیرباران شدند و این دیوار امروز به نام دیوار کمونارها معروف است و در گورستان پر-لاشز واقع شده‌است. هزاران نفر از سایر کمونارها نیز در ورسای محاکمه شدند. تعداد اندکی از کمونارها از مرزهای شمالی با پروس فرار کردند. تا روزها و هفته‌ها مردان و زنان و کودکان بسیاری در زندان‌های موقتی ورسای اوضاع سختی می‌گذراندند. بعدها آنان محاکمه شدند. بعضاً اعدام شدند. بعضاً به کار اجباری محکوم شدند و تعداد بسیاری تبعید شدند یا به زندگی در جزایر خالی از سکنهٔ فرانسه در اقیانوس آرام محکوم شدند. تعداد دقیق کشته‌شدگان هفتهٔ خونین را هرگز نمی‌توان تعیین کرد اما معمولاً ۳۰ هزار نفر کشته (و بسیاری بیشتر زخمی) را تخمین می‌زنند. در ضمن ۵۰ هزار نفر بعدها اعدام شدند یا به زندان رفتند و ۷۰۰۰ نفر به کالدونیای جدید تبعید شدند. در سال ۱۸۸۰ در جریان عفو عمومی بسیاری از زندانیان آزاد شدند.
پاریس به مدت پنج سال تحت حکومت نظامی باقی‌ماند.

## نگاه آیندگان به کمون
دوران حکومت کمون از مهم‌ترین دوره‌های تاریخ جهان به‌شمار می‌رود و تاریخ‌دانان مختلف بسیاری در مورد آن نظر داده‌اند. اکثر تاریخ‌نگاران دوران اخیر (حتی دست راستی‌ها) به ارزش بعضی اصلاحات کمون پی برده‌اند و سطح سرکوب وحشیانهٔ آن را غیرقابل توضیح یافته‌اند.
به‌طور کلی کمون بین کمونیست‌ها، آنارشیست‌ها و بسیاری از سوسیالیست‌ها گرامی داشته می‌شود و بعضاً آن را به عنوان مدل یک جامعهٔ آزاد می‌شمرند. مارکس، انگلس، باکونین و بعدها کسانی چون لنین و تروتسکی و مائو تلاش کرده‌اند که از تجربهٔ محدود کمون درس‌های تئوریکی استخراج کنند (بخصوص در مورد مفهوم «افول دولت»). لنین (مانند مارکس) از آن به عنوان نمونهٔ زندهٔ دیکتاتوری پرولتاریا یاد می‌کنند. مارکس کتاب «جنگ داخلی در فرانسه» را در هنگام و بلافاصله پس از کمون نگاشته‌است.
تکه‌ای از باقی‌ماندهٔ پرچم سرخ کمون به هنگام تشیع جنازه به دور لنین پیچیده شد. تکهٔ دیگری از آن به همراه سفینهٔ فضایی شوروی «وستک ۱» Восток۱به فضا فرستاده شد. در ضمن بلشویک‌ها نام ناو جنگی «سواستوپول» را به افتخار کمون به «پاریژسکایا کومونا» Парижская Комуна تغییر دادند.

## سایر کمون‌ها
در شهرهای دیگری همچون لیون و گرنوبل نیز کمون‌های کوتاه‌عمری تأسیس شد.

## اقتباس‌های ادبی
علاوه بر انواع داستان‌های فرانسوی که ماجراشان در کمون می‌گذرد حداقل سه نمایشنامه نیز در این مورد نوشته شده‌اند. یکی از نمایشنامه‌نویس نروژی، نورداهل گریگ، دیگری از برتولت برشت و دیگری از آرتور آداموف.
فیلم‌های سینمایی بسیاری نیز در فضای کمون ساخته شده‌اند. مهم‌ترین آن‌ها فیلم «کمون (پاریس، ۱۸۷۱)» است که توسط پیتر واتکینز ساخته شده و حدود شش ساعت طول دارد. این فیلم در سال ۲۰۰۰ در مونتمارتره ساخته شد و همچون سایر فیلم‌های واتکینز از مردم عادی به جای بازیگران استفاده شده تا فیلم فضای مستند داشته باشد.
آهنگساز ایتالیایی، لوئیجی نونو، اپرایی به نام «در آفتاب روشن، سنگین با عشق» نوشته‌است که بر اساس کمون پاریس است.
کشف جسد یک نفر از کمون پاریس در اپرا الهام‌بخش گاستون لرو شد تا داستان شبح اپرا را بنویسد.